# Chajyrakan (kożuun uług-chiemski)
Chajyrakan (ros. Хайыракан) – wieś w Rosji, w Tuwie, w kożuunie uług-chiemskim. W 2021 liczyła 1806 mieszkańców.